# Parc national de Waterberg

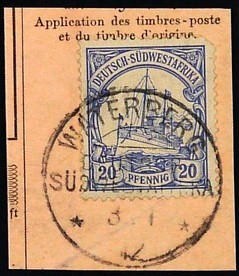
Timbres pour l'Afrique du Sud-Ouest allemande cachet de la poste Waterberg

Le parc national de Waterberg est un parc national namibien situé dans la région de l'Otjozondjupa, dans le centre du pays.
Il englobe le plateau de Waterberg, un plateau élevé et difficile d'accès. Des espèces en danger y ont été placées pour les protéger des prédateurs. Avec succès, cela a permis de réintroduire en sens inverse à l'exemple de rhinocéros noirs réintroduit dans le Damaraland en 1989.

## Histoire
Le parc de Waterberg a été créé en 1972. Il s'étend sur 405 km2.